# 中央区議会
中央区議会（ちゅうおうくぎかい）は、東京都中央区の議会。

## 概要
- 定数：30人
- 任期：4年
- 選挙区：区全体を1選挙区とする大選挙区制（単記非移譲式）
- 議長：瓜生正高（中央区議会自由民主党議員団）
- 副議長：礒野忠（中央区議会自由民主党議員団）

### 設置委員会
- 4常任委員会（企画総務、区民文教、福祉保健、環境建設）
- 議会運営委員会
- 4特別委員会（築地等地域活性化対策特別、子ども子育て・高齢者対策特別、防災等安全対策特別、東京オリンピック・パラリンピック対策特別）

## 会派
| 会派名称                    | 会派名称       | 議員名     | 議員名     | 議員名             | 所属党派     |
| --------------------------- | -------------- | ---------- | ---------- | ------------------ | ------------ |
| 中央区議会 自由民主党議員団 |                | 海老原崇智 | 押田まり子 | 礒野忠             | 自由民主党   |
| 中央区議会 自由民主党議員団 | 太田太         | かみや俊宏 | 原田賢一   |                    | 自由民主党   |
| 中央区議会 自由民主党議員団 | 木村克一       | 瓜生正高   | 塚田秀伸   |                    | 自由民主党   |
| 中央区議会 自由民主党議員団 | 竹内幸美       | 田中耕太郎 |            |                    | 自由民主党   |
| かがやき中央                |                | 青木かの   | 高橋まきこ | 小坂和輝           | 無所属       |
| かがやき中央                | ほずみゆうき   |            |            |                    | 無所属       |
| かがやき中央                | アルールうた子 |            |            | 都民ファーストの会 |              |
| かがやき中央                | 高橋元気       |            |            | あたらしい党       |              |
| 中央区議会公明党            |                | 堀田弥生   | 田中広一   | 墨谷浩一           | 公明党       |
| 中央区議会立憲民主党        |                | 梶谷優香   | 永井佳代   |                    | 立憲民主党   |
| 日本共産党 中央区議会議員団 |                | 奥村暁子   | 小栗智恵子 |                    | 日本共産党   |
| 日本維新の会                |                | 上田かずき |            |                    | 日本維新の会 |
| 士魂の会                    |                | 白須夏     |            |                    | 無所属       |
| 中央区議会参政党            |                | 黒原裕司   |            |                    | 参政党       |
| 中央区議会れいわ新選組      |                | 川畑善智   |            |                    | れいわ新選組 |
| 002024年9月4日時点          |                |            |            |                    |              |

## 議員報酬等
| 役職     | 報酬            | 政務活動費  |
| -------- | --------------- | ----------- |
| 議長     | 月額 93万3000円 | 月額 13万円 |
| 副議長   | 月額 79万2000円 | 月額 13万円 |
| 委員長   | 月額 65万7000円 | 月額 13万円 |
| 副委員長 | 月額 63万6000円 | 月額 13万円 |
| 議員     | 月額 61万3000円 | 月額 13万円 |

※別途、年2回期末手当あり

## 選挙結果
中央区議会の議員選挙は、統一地方選挙の後半の投票日（通例4月第4週）に投票が行われている。平成31年選挙では、同月末の天皇退位に伴い一週間、繰り上げられた。
- 平成23年選挙：平成23年4月24日投票（候補者39名・当日有権者数97,887名・投票率45.59パーセント）（第17回統一地方選挙）
- 平成27年選挙：平成27年4月26日投票（候補者48名・当日有権者数110,176名・投票率45.64パーセント）（第18回統一地方選挙）
- 平成31年選挙：平成31年4月21日投票（候補者44名・当日有権者数128,000名・投票率44.05パーセント）（第19回統一地方選挙）